# くまの (護衛艦・2代)
くまの（ローマ字：JS Kumano, FFM-2）は、海上自衛隊の護衛艦。もがみ型護衛艦の2番艦。艦名は熊野川に由来する。この名を受け継いだ日本の艦艇としては、旧海軍の最上型重巡洋艦「熊野」、海上自衛隊のちくご型護衛艦「くまの」に続き3代目にあたる。
本記事は、本艦の艦暦について主に取り扱っているため、性能や装備等の概要についてはもがみ型護衛艦を参照されたい。

## 艦歴
「くまの」は中期防衛力整備計画に基づく平成30年度計画護衛艦として、三菱重工業を通して三井E&S造船に発注され、玉野艦船工場で2019年10月30日に起工、2020年11月19日に命名・進水。艤装工事と海上公試を受けた後、2022年3月22日に就役し、掃海隊群に直轄艦として編入され、横須賀に配備された。就役後は掃海隊群司令部のある同基地で様々な運用試験が行われた。
2番艦である「くまの」だが、1番艦に先立っての進水となった。これは三菱重工業長崎造船所で建造中だった1番艦「もがみ」が、機関の運転試験を行った際、ガスタービンが脱落した部品を吸い込んで機関を損傷したことで工事の進捗に遅れが出たことによるものである。その影響で、命名・進水時点ではタイプシップ名は公表されなかった。
2023年4月20日、令和5年度インド太平洋方面派遣（IPD23）に第3水上部隊として参加するため、横須賀を出港した。4月20日及び21日には、関東南方訓練海域において、フランス海軍フリゲート「プレリアル」と日仏共同訓練（オグリ・ヴェルニー23）を実施した。訓練項目は各種戦術訓練（戦術運動、LINKEX等）。5月2日から6日にかけて、シンガポールのチャンギに寄港し、4日に同国で開かれた国際海洋防衛装備品展示会「IMDEX Asia 2023」に参加した。なお、今回の寄港は、FFM（もがみ型護衛艦）の海外初寄港。5月9日から5月11日にかけて、インドネシア共和国のジャカルタに寄港し、5月11日にはジャワ海においてインドネシア海軍コルベット「パチムラ」と戦術運動、PHOTOEX等の日インドネシア親善訓練を実施した。同年6月7日、海自潜水艦とともに四国南方海空域において、航空自衛隊第8航空団（F-2）、西部航空警戒管制団、フランス海軍フリゲート「ロレーヌ」との日仏共同訓練（オグリ・ヴェルニー23‐3）を実施した。訓練項目は対潜戦、対空戦、対水上戦、LINKEX等。6月10日、横須賀に帰国した。
同年9月27日、関東南方訓練海空域において、日米共同訓練に参加した。米海軍からは沿海域戦闘艦「オークランド」、無人水上艦「レンジャー」・「マリナー」が参加し、戦術運動、PHOTOEXを実施した。
2024年3月21日、「もがみ」とともに護衛艦隊直轄第11護衛隊に編成替え。

### 歴代艦長
| 代       | 氏名     | 在任期間               | 出身校・期 | 前職           | 後職       | 備考     |
| 艤装員長 | 艤装員長 | 艤装員長               | 艤装員長   | 艤装員長       | 艤装員長   | 艤装員長 |
| -------- | -------- | ---------------------- | ---------- | -------------- | ---------- | -------- |
| -        | 櫻井敦   | 2020.11.19 - 2022.3.21 |            |                | くまの艦長 |          |
| 艦長     |          |                        |            |                |            |          |
| 1        | 櫻井 敦  | 2022.3.22 - 2023.8.0   |            | くまの艤装員長 |            |          |
| 2        | 泉 敦    | 2023.8.0- 2023.12.5    |            | おおよど艦長   |            |          |
| 3        | 奥村健二 | 2023.12.6 -            |            |                |            |          |

## ギャラリー

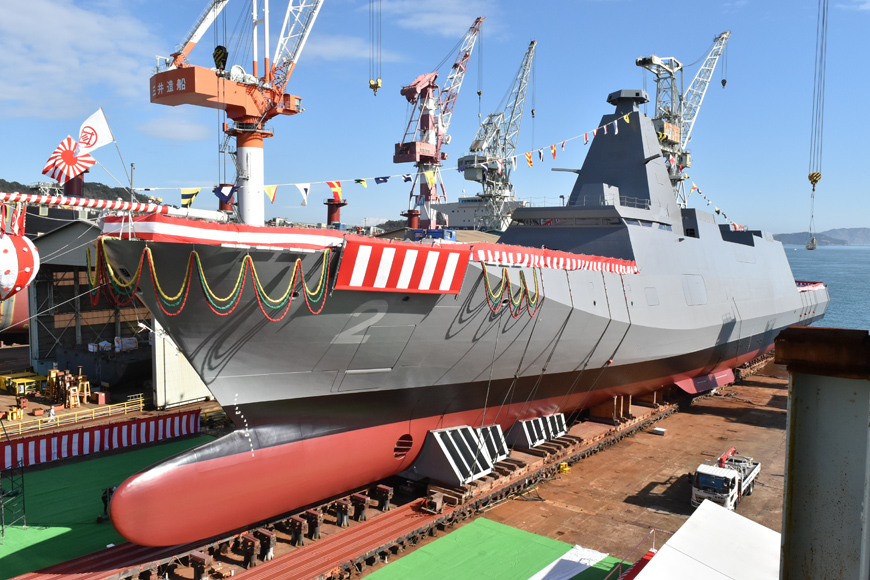
進水式前の「くまの」
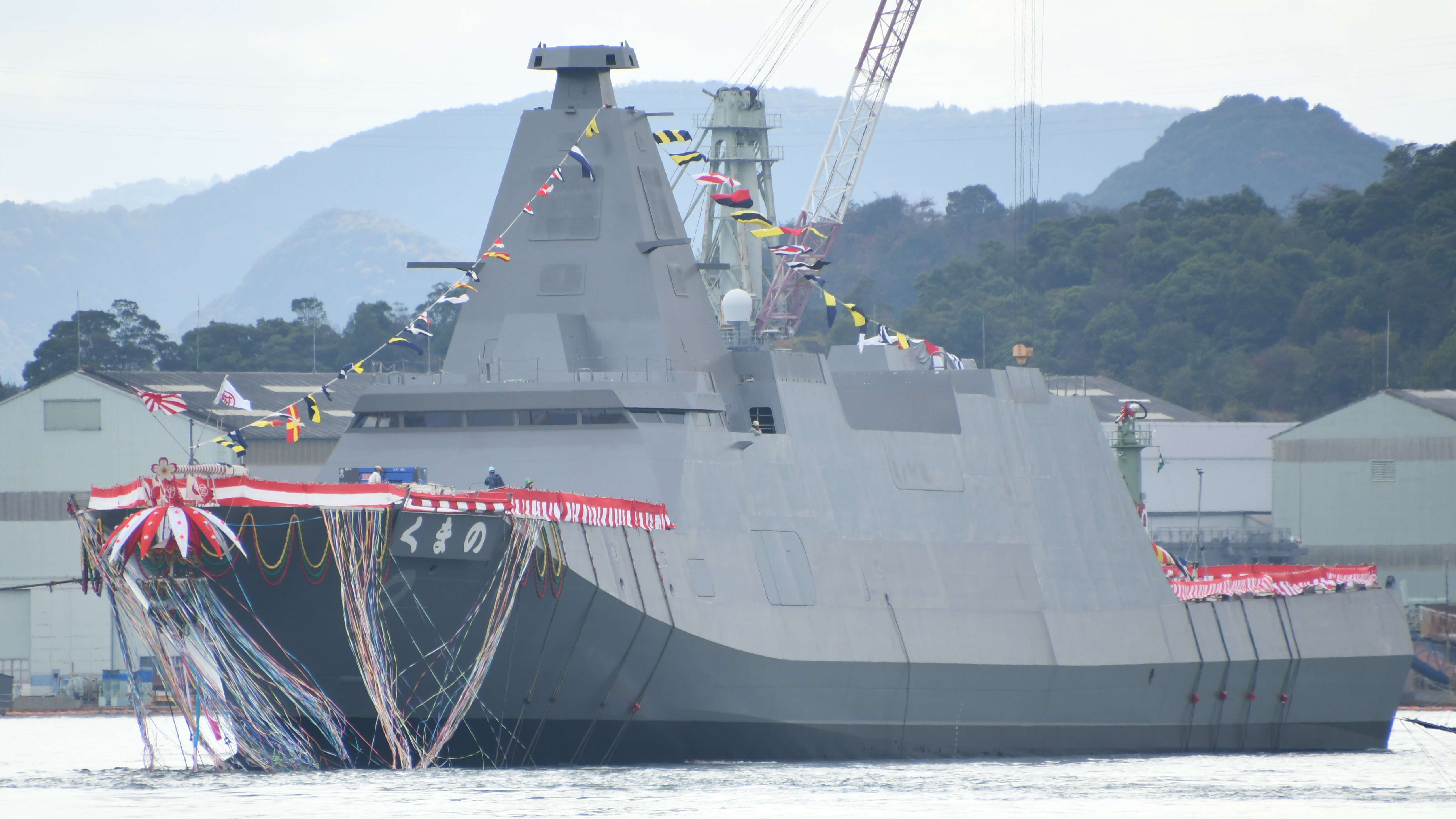
進水直後の「くまの」
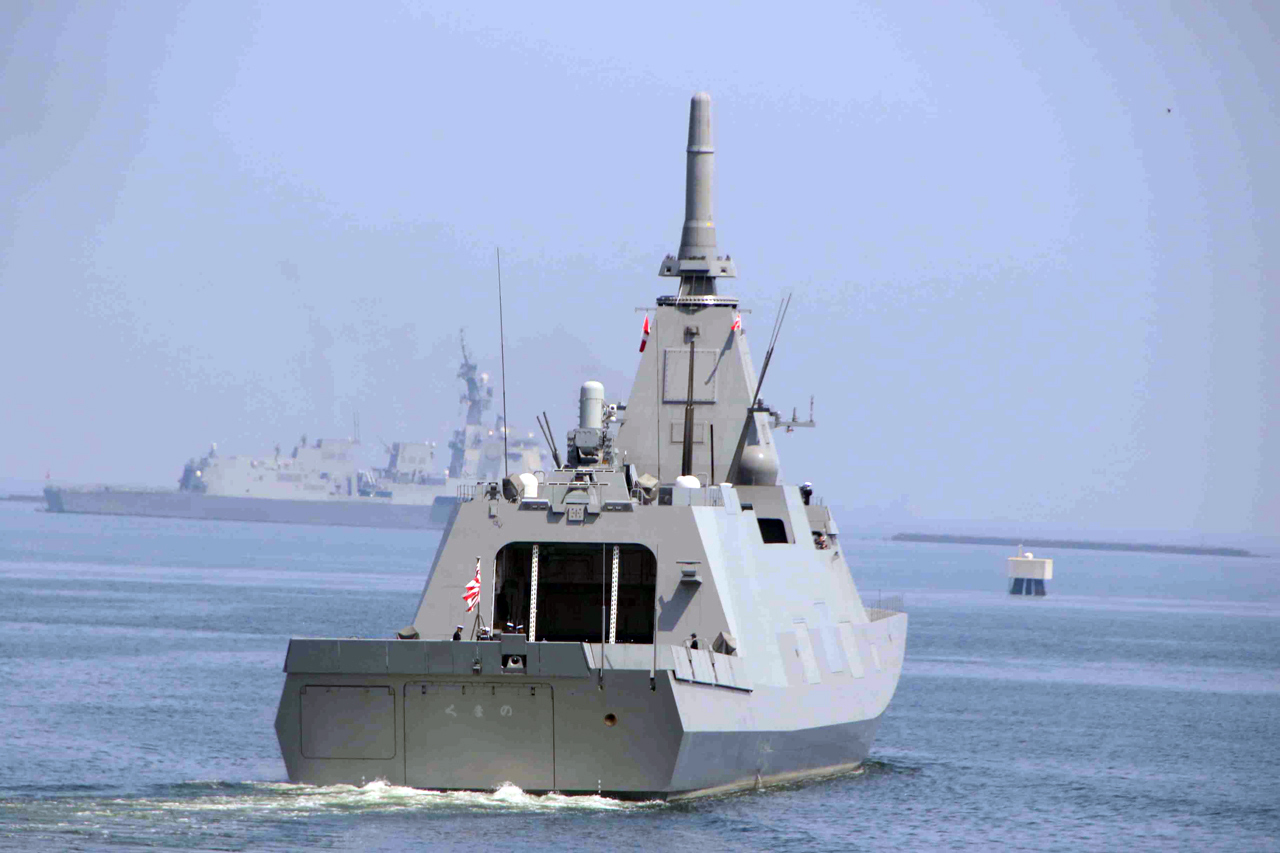
令和5年度インド太平洋方面派遣（IPD23）のため横須賀を出港する「くまの」
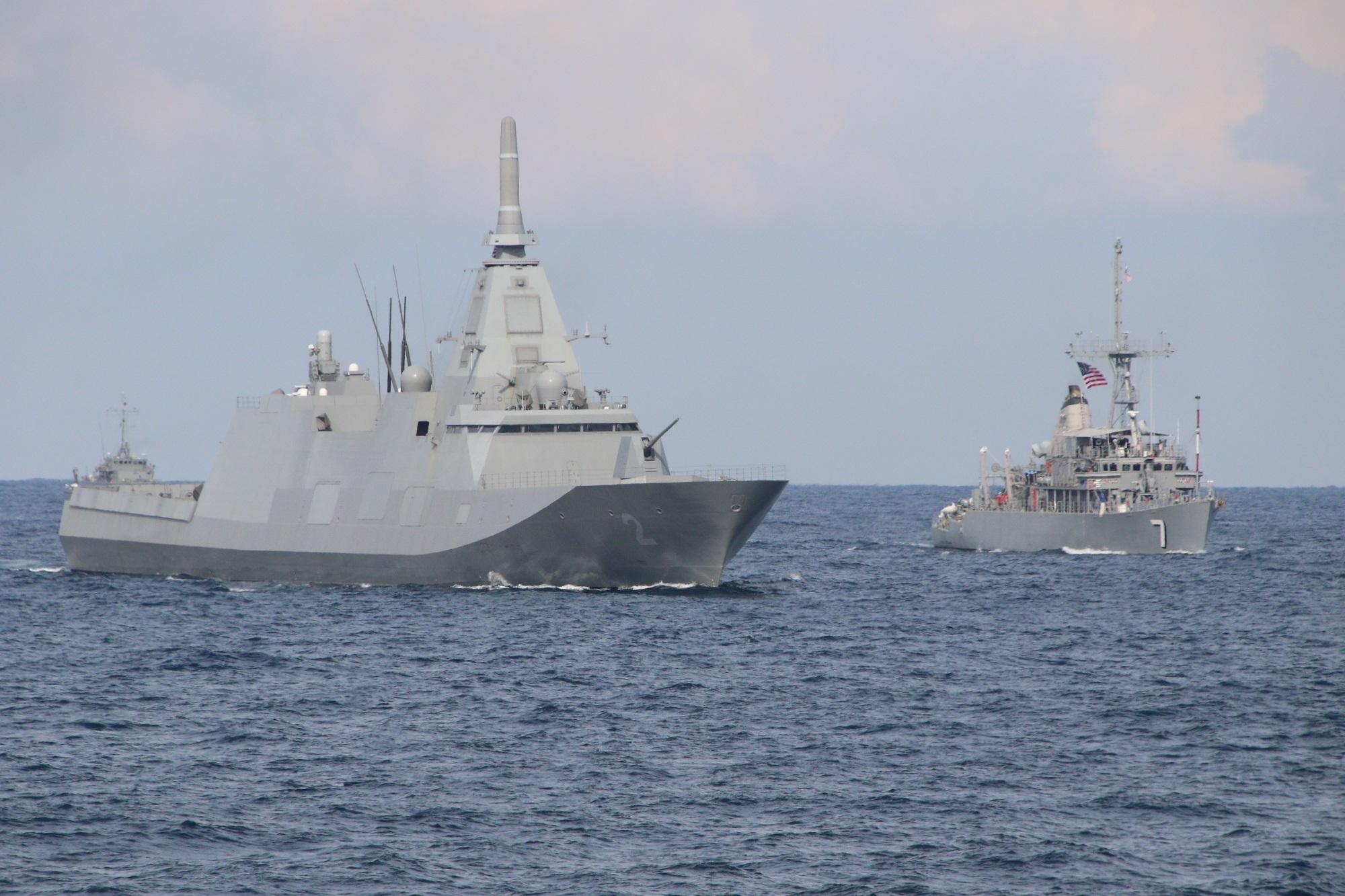
「くまの」と米海軍掃海艦「ペトリオット」
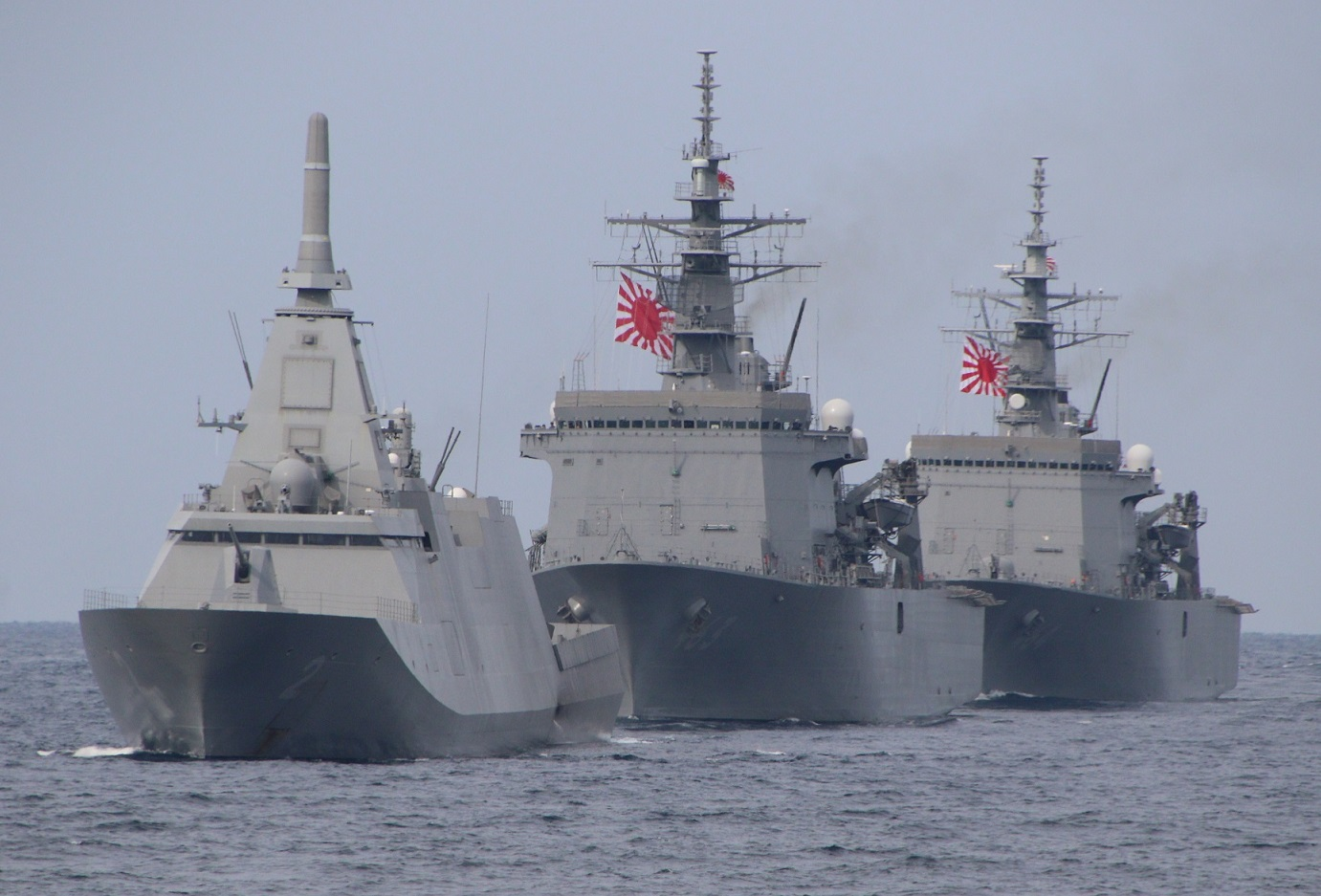
「くまの」と掃海母艦「うらが」、「ぶんご」